# Bez litości (powieść)
Bez litości (ang. The Hard Way) – dziesiąta powieść cyklu z Jackiem Reacherem, brytyjskiego pisarza Lee Childa, wydana w 2006 w Stanach Zjednoczonych. Pierwsze polskie wydanie ukazało się nakładem wydawnictwa Albatros w sierpniu 2007.

## Zarys fabuły
Jack Reacher popijał kawę w kafejce mieszczącej się w centrum Nowego Jorku, gdy ujrzał najnormalniejszą rzecz na świecie, faceta wsiadającego do samochodu i odjeżdżającego nim. Następnego dnia, w tym samym lokalu zjawia się pewien Brytyjczyk, który wypytuje o coś kelnerów, a tamci wskazują na Reachera. Jack był jedynym świadkiem zdarzenia z poprzedniego dnia, jakim okazało się przekazanie okupu, umieszczonego w bagażniku samochodu. Brytyjczyk zaprowadza Reachera do swojego szefa, Edwarda Lane’a, kierującego firmą wynajmującą byłych żołnierzy jednostek specjalnych. Uprowadzone zostały żona Lane’a i jej córka, a porywacz, po otrzymaniu okupu, nie oddał ich. Nie zrobił tego także po otrzymaniu drugiej i trzeciej raty, po czym Lane traci wszelkie nadzieje na to, że jego żona oraz pasierbica jeszcze żyją. Zatrudnia Reachera i obiecuje mu milion dolarów za znalezienie sprawcy.
W trakcie pobytu w pobliżu siedziby przedsiębiorstwa Lane’a, Reacher natrafia na kobietę podobną do byłej żony jego aktualnego pracodawcy, Anne. Okazuje się ona siostrą porwanej i zamordowanej przed pięcioma laty żony Lane’a. Patti Joseph, bo tak nazywa się siostra nieżyjącej Anne, twierdzi, że to sam Lane upozorował tamto porwanie i morderstwo. Tym razem jednak Edward jest gotów zapłacić każdą sumę za odnalezienie swojej żony i wybucha rozpaczą w obecności Jacka, co upewnia Reachera w przekonaniu, że drugie porwanie nie zostało sfingowane. Za pośrednictwem Patti, Reacher kontaktuje się z Lauren Pauling, byłą agentką FBI, która prowadziła śledztwo w sprawie Anne i która nadal je kontynuuje jako prywatny detektyw, obwiniając się za śmierć kobiety. Jack wraz z Lauren rozpoczynają współpracę, docierają do coraz to nowych osób i faktów, ostatecznie znajdując porywacza w Anglii.

## Informacje wydawnicze
Pierwsze polskie wydanie powieści zostało wydane przez wydawnictwo Albatros w sierpniu 2007 pod tytułem Bez litości. Wydawnictwo Albatros ponownie wydało tę książkę w maju 2012 ze zmienioną wersją okładki oraz w kwietniu 2013 w formacie elektronicznym jako e-book. Kolejne wydanie planowane jest na grudzień 2012.
| Informacje wydawnicze | Wydanie I              | Wydanie II             | Wydanie III            | E-book                 |
| --------------------- | ---------------------- | ---------------------- | ---------------------- | ---------------------- |
| Wydawnictwo           | Albatros               | Albatros               | Albatros               | Albatros               |
| Tytuł                 | Bez litości            | Bez litości            | Bez litości            | Bez litości            |
| ISBN                  | ISBN 978-83-7359-552-1 | ISBN 978-83-7659-707-2 | ISBN 978-83-7885-631-3 | ISBN 978-83-7885-070-0 |
| Data wydania          | 2007/08                | 2012/05                | 2013/12                | 2013/04                |
| Liczba stron          | 432                    | 432                    | bd.                    | nd.                    |
| Oprawa/Format         | miękka                 | miękka                 | miękka                 | MOBI/EPUB              |
| Wymiary [mm]          | bd.                    | 145x205                | bd.                    | nd.                    |